# Guvernementet Vilna
Vilna var ett guvernement i Litauen i Kejsardömet Ryssland åren 1795-1915. Det var omgivet av guvernementen Suwalki i väster, Kovno
och Vitebsk i norr och öster, Minsk och Grodno i öster och söder.
Guvernementet låg på den breda, kärr- och sjörika ås, som skilde Polen från Ostpreussen och sträcker sig i östnordöstlig riktning till Valdajplatån. Dess högsta delar låg något över 300 meter. Vid vestra och östra gränserna var Vilna djupt fårat av Njemens och Dünas dalar. Marken var till större delen sand eller lera; bördig mylla fanns endast i Vilias flodområde. Sjöar och kärrtrakter, delvis skogbevuxna och knappast tillgängliga utom under vintern, upptog ett stort område i den centrala delen. Njemen, som flöt längs södra och västra gränsen, var Vilnas pulsåder för handeln, och dess vikt ökades genom bifloden Vilia, som flöt genom det centrala Vilna.
Folkmängden uppgick till omkring 1,3 miljoner, därav omkring 35 procent litauer i väster och norr samt 45 procent vitryssar; resten var polacker (godsägare) och judar, ryssar och tatarer. Guvernementet var beläget inom det judiska bosättningsområdet i Kejsardömet Ryssland.
Trots den magra jorden och de stora skogarna (mer än en tredjedel av arealen) producerade Vilna spannmål tillräckligt för eget behov. Industrin var dock föga utvecklad.
Mellan 1843 och 1915 var guvernementet indelat i sju distrikt (ujezd) Vilna, Vilejka, Disna, Lida, Troki, Osjmjany, Sventjany.
- Wikimedia Commons har media som rör Guvernementet Vilna.